# وانغ يو (لاعبة شطرنج)
وانغ يو (بالصينية: 王瑜) هي لاعبة شطرنج صينية، ولدت في 19 نوفمبر 1982 في تيانجين في الصين.

## وصلات خارجية
- وانغ يو على موقع الاتحاد الدولي للشطرنج (الإنجليزية)
- وانغ يو على موقع مباريات الشطرنج (الإنجليزية)
- وانغ يو على موقع 365Chess.com (الإنجليزية)
- وانغ يو على موقع Chesstempo.com (الإنجليزية)
- وانغ يو سجل أولمبياد الشطرنج للسيدات على موقع OlimpBase.org (الإنجليزية)